# Religione popolare Nuo

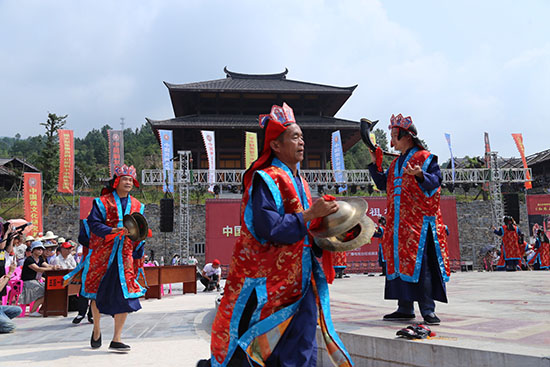
Sacerdoti Nuo che eseguono rituali nel tempio Chi You Nuo di Xinhua, Loudi, Hunan.

La religione popolare Nuo, o più generalmente religione esorcistica popolare cinese, è una variante della religione popolare cinese con un proprio sistema di templi, rituali, ordini di sacerdoti e divinità; è una forma religiosa interetnica praticata in tutta la Cina centrale e meridionale, ma è anche intimamente collegata ai popoli Yi e Tujia. Nacque come movimento religioso esorcistico, che è il significato originale di nuó (儺T, 傩S), subendo forti influenze dal Taoismo.
Uno dei tratti caratteristici della religione popolare Nuo è il suo stile iconografico, che rappresenta gli dei come maschere di legno o teste. Ciò è legato alla sua stessa mitologia, che fa risalire l'origine della religione Nuo ai primi due umani, che furono ingiustamente decapitati e da allora venerati come antenati divini. I primi rituali Nuo sono legati alla devozione verso queste due figure.
Dagli anni Ottanta, la religione popolare Nuo ha subito una rivitalizzazione in Cina, venendo approvata dal governo centrale. I sacerdoti Nuo sono considerati sciamani wu (巫S), mentre i loro precursori storici erano i fangxiangshi (方相氏S, lett. "maestri che assistono il quadrato astrale").

## Teoria generale

### Cosmologia
La cosmologia Nuo si basa sulla teoria yin e yang, un mondo in cui potenzialità e attualità, sovranatura e natura, formano una dualità complementare e dialettica che è l'ordine dell'universo. L'uomo è un partecipante attivo e interagisce con il mondo della divinità in modo creativo. La divinità suprema della mitologia Nuo è Tianxian (天仙S, TiānxiānP, lett. "Immortale celeste"), che è direttamente coinvolto fin dalle origini dell'umanità nell'innescare il dialogo tra spirituale e materiale, la cui forma principale è l'adorazione degli antenati, riflessa nella struttura patriarcale della società Tujia.

### Divinità
Le divinità più alte del pantheon Nuo sono Nuogong (傩公S, NuógōngP) e Nuopo (傩婆S, NuópóP), i due antenati dell'umanità il cui sacrificio ha dato origine alle pratiche Nuo. Quando viene eseguita una cerimonia Nuo, la coppia ancestrale è rappresentata da statue di legno intagliate erette davanti al tempio, mentre tutte le divinità minori sono poste dietro di loro. Nei rituali più semplici, sono visti come incarnazioni di tutti gli altri dei.
Sotto la coppia ancestrale arrivano generalmente i Tre Puri, la trinità principale della teologia taoista introdotta tra i Tujia dai cinesi Han. A parte la trinità e alcuni elaborati rituali, la religione popolare Nuo non ha acquisito i contenuti filosofici del taoismo poiché lo scopo delle pratiche Nuo è principalmente di "nutrire" gli dei Nuo. Direttamente sotto i Tre Puri c'è la Divinità di giada, anch'essa proveniente dalla teologia taoista, che viene invocata dai sacerdoti Nuo soffiando in un corno di bue. È concepita come il comandante di tutti gli dei minori, quindi per comunicare con loro è necessario prima invocarla.
Sotto la Divinità di giada arrivano le Divinità dei tre mondi (三皇S, SānhuángP) e le Divinità delle cinque direzioni (五方帝S, WǔfāngdìP), comuni alla religione cinese pre-taoista. La triade delle Divinità dei tre mondi è formata dal patrono del cielo (天皇S, TiānhuángP), dal patrono della terra (地皇S, DehuángP) e dal patrono dell'umanità (人皇S, RénhuángP). Le Divinità delle cinque direzioni sono invece la Divinità gialla del centro del cosmo, la Divinità verde o blu dell'est, la Divinità rossa del sud, la Divinità bianca dell'est e la Divinità nera del nord. Come nella religione cinese, hanno un significato cosmologico corrispondente a vari aspetti della natura e si ritiene che si siano incarnate in personaggi storici.
Segue la Divinità in trono, incarnatasi nel presente, che corrisponde alla figura di governo vivente più importante della Cina. Nei santuari Nuo è spesso presente una tavoletta con la scritta "lunga vita al dio sul trono". Il pantheon si conclude con i fondatori dei vari ordini sacerdotali, onorati presso altari dedicati (师坛S, shītánP), che vengono invocati durante ogni rituale; i tre primi fondatori Nuo, comuni a quasi tutti gli ordini, sono Yan Sanlang, Liu Wulang e Huang Wanlang.
Ci sono anche una varietà di divinità della natura e degli affari umani, che occupano tuttavia un rango inferiore nel pantheon Nuo.

## Templi e cerimonie
Le attività Nuo si svolgono presso templi distinti (傩庙S, nuómiàoP, lett. "tempio dell'esorcismo") e altari privati (傩坛S, nuótánP). Il compito principale delle pratiche Nuo è rafforzare il più possibile il potere degli dei in modo che possano esorcizzare gli esseri malvagi.
La cerimonia Nuo (傩仪}S, nuó yíP) può includere un'esibizione di danza (傩舞S, nuó wǔP), canzoni (傩歌S, nuó gēP), sacrifici (傩祭S, nuó jìP) e l'opera Nuo.

## Rituali shintoisti giapponesi con origini Nuo

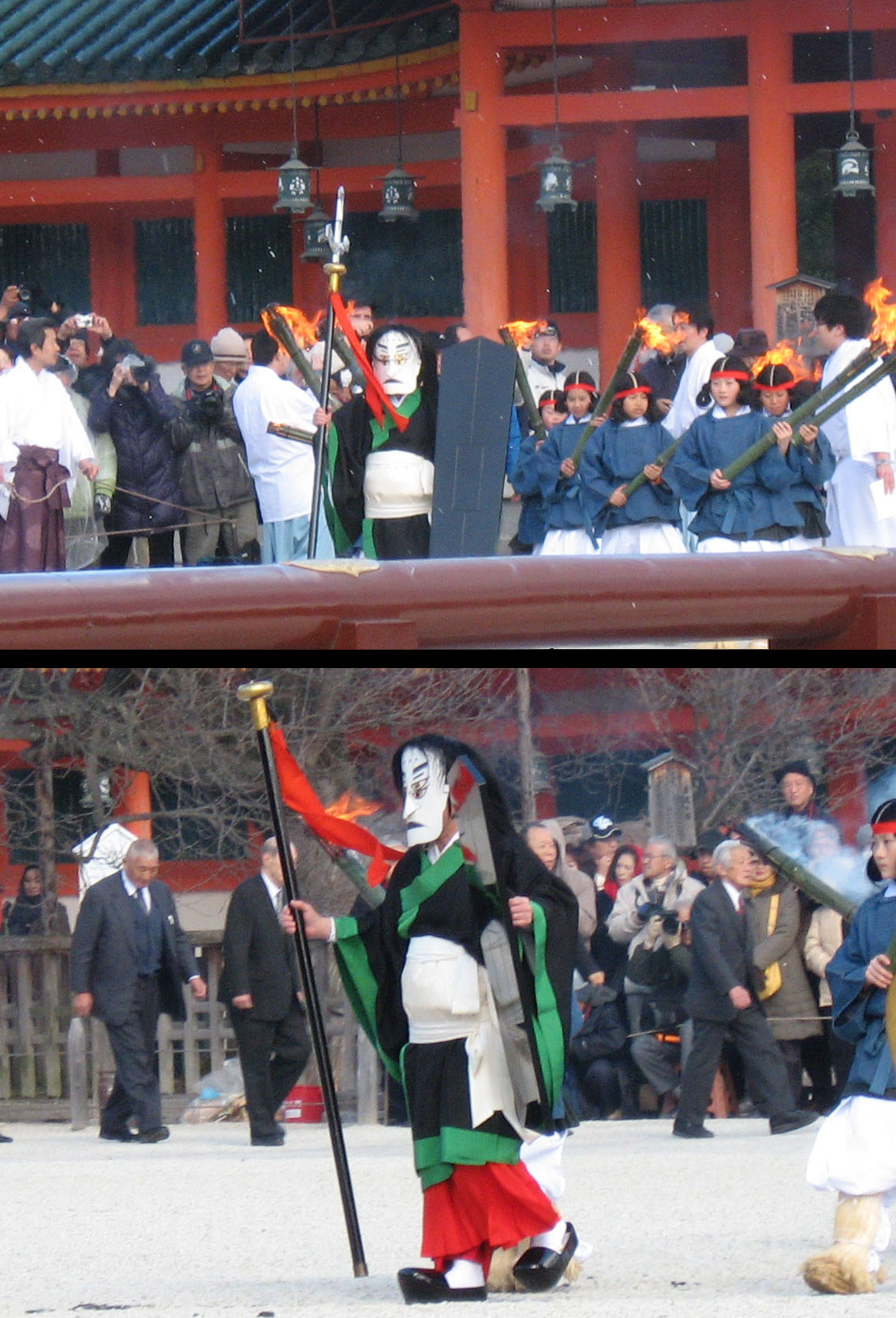
Cerimoniale shintoista giapponese al Santuario di Heian (2010) con presente un hōsōshi.

Durante il periodo Heian (794-1185), i giapponesi adottarono nello shintoismo molte usanze cinesi della dinastia Tang (618-907), tra cui il fangxiangshi (il precursore dei preti Nuo) noto in giapponese come hōsōshi (方相氏?), che avrebbe guidato una processione funebre ed esorcizzato demoni da un tumulo funebre. Questa pratica è stata fusa con riti esorcistici tradizionali giapponesi come l'ofuda.
La prima testimonianza di un rito simile è nel Shoku Nihongi, che menziona un esorcista hōsōshi come officiante alle cerimonie di sepoltura per l'imperatore Shōmu (756), l'imperatore Kōnin (781) e l'imperatore Kanmu (806).
L'attore Kyōgen Nomura Mannojō notò che le pratiche cinesi Nuo erano la fonte dei rituali tsuina e setsubun dell'ottavo secolo, e propose un collegamento soprannaturale tra il fangxiangshi e il personaggio mascherato Chidō del gigaku. Nella tradizione e nell'arte giapponese, l'hōsōshi indossa una maschera a quattro occhi anziché l'originale pelle d'orso a quattro occhi.